# Урацил
Урацил је једна од четири нуклеобаза РНК, која замењује тимин који се налази у ДНК. Као и тимин, урацил може да формира базни пар са аденином помоћу две водоничне везе, али му недостаје метил група која постоји у тимину. Урацил ће, за разлику од тимина, лакше да се дегенерише у цитозин. Урацил се врло ретко може наћи у ДНК.